# Adorea
Adorea è un genere di coleotteri fogliari della sottofamiglia Eumolpinae. Contiene sette specie, che si trovano nell'America centrale e nella parte settentrionale del Sud America.

## Specie
- Adorea bifasciata ( Jacoby , 1881) – Panama
- Adorea chontalensis ( Jacoby , 1881)[3] – Nicaragua
- Adorea cruentata ( Lefèvre , 1877)[4] – Guatemala, Colombia, Venezuela
- Adorea elegans (Jacoby , 1878) – Colombia, Ecuador
- Adorea splendida (Jacoby , 1881)[5] – Costa Rica, Panama
- Adorea speciosa (Lefèvre , 1877) – Ecuador
- Adorea strongylioides ( Bechyné , 1950)[6] – Costa Rica